# Marina w Tel Awiwie
Marina w Tel Awiwie (hebr. מרינה תל אביב) – marina znajdująca się we wschodniej części basenu Morza Śródziemnego, w mieście Tel Awiw, w Izraelu.

## Położenie

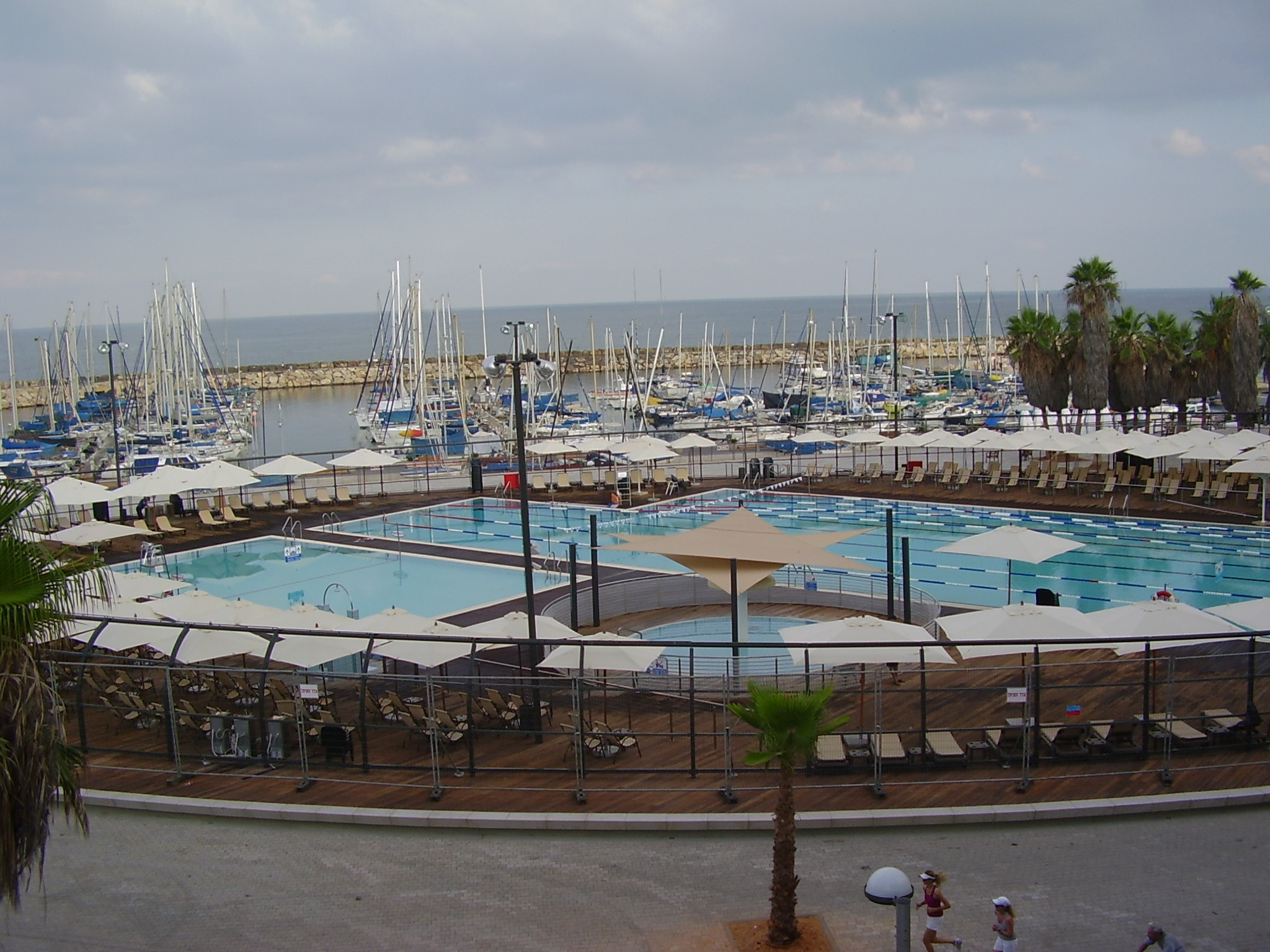
Basen Gordona przy marinie

Marina jest usytuowana na plaży, w bezpośrednim sąsiedztwie placu Namir, w osiedlu Cafon Jaszan w Tel Awiwie.

## Wyposażenie
Marina została wybudowana bezpośrednio na miejskiej plaży. Jest ona zbudowana z sześciu pirsów, chronionych przez dwa falochrony. Może tu cumować do 320 jachtów żaglowych o długości do 20 metrów i maksymalnym zanurzeniu 2,5 metra.
Bezpośrednio w marinie odbywają się kontrole i odprawy graniczne, nadzorowane przez policję.
Marina oferuje dostęp do paliwa, wody pitnej, sieci elektrycznej, telewizji kablowej i telefonii przewodowej. Jest tu także warsztat oferujący naprawy łodzi o maksymalnej wyporności do 20 ton.

## Sport i rekreacja
W marinie mają swoją siedzibę liczne restauracje, sklepy oraz szkoły żeglarstwa i nurkowania.
Tuż obok jest Marina Tel Awiw Hotel z sąsiednim basenem kąpielowym i drugi hotel Carlton Tel Aviv.